# Kleft

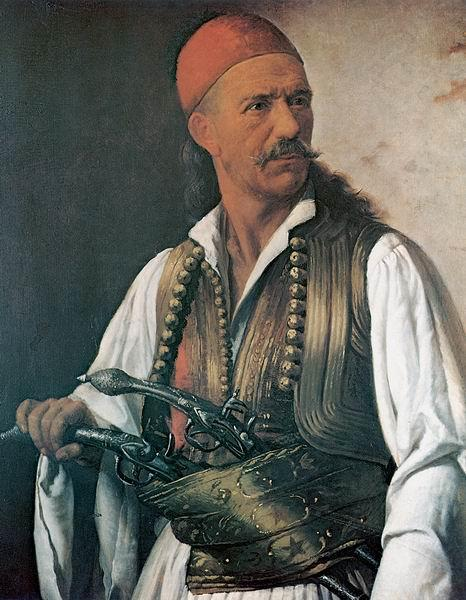
Dimitrios Makris, un lider kleft elen din secolul al XIX-lea

Klefți (în limba greacă: κλέφτης, pl. κλέφτες - kleftis, kleftes, cuvânt care însemna la origini „brigand”) erau insurgenți antiotomani din regiunile muntoase și rurale ale Greciei Otomane. Ei erau descendenții grecilor care se retrăseseeră în munți în timpul secolului al XV-lea pentru ca să scape de opresiunea otomană. Ei s-au aflat într-o continuă stare de război cu autoritățile otomane și au rămas activi ca briganzi până în secolul al XIX-lea.
Termenii cleptomanie și cleptocrație sunt derivatele aceleiași rădăcini grecești, κλέπτειν (kleptein), „a fura”.

## Origini
După cucerirea Constantinopolului de către turci în 1453, iar mai apoi a Mystrasului și despotatului Moreei, cea mai mare parte a câmpiilor grecești s-au aflat sub controlul ferm al Imperiului Otoman. Singurele teritorii care nu s-au aflat sub controlul otoman au fost regiunile muntoase, greu accesibile forțelor regulate și administrației otomane, și câteva insule și posesiuni litorale aflate sub controlul Republicii Venețiene. Această situație a rămas relativ neschimbată până în 1821, deși și după această dată unele regiuni precum Macedonia sau Epirul au rămas sub stăpânirea otomană până la începutul secolului al XX-lea. Această perioadă istorică poartă denumirea de „Turcocrație” (Τουρκοκρατία).
Teritoriile cucerite de otomani au fost împărțite din punct de vedere administrativ în pașalâcuri (provincii). Pe teritoriul Greciei de astăzi au fost formate două pașalâcuri – Moreea și Rumelia, ale căror terenuri erau împărțite în ferme (în limba turcă çiftlik, în limba greacă  τσιφλίκι, tsifliki). Toți militarii eleni, indiferent dacă au fost membri ai trupelor regulate bizantine, milițiilor locale sau unităților de mercenari, au fost obligați să se alăture armatei otomane ca ieniceri, să se angajeze ca soldați privați pe lângă notabilitățile otomane sau să încerce să se descurce pe cont propriu. Mulți greci au dorit să își păstreze identitatea culturală și religioasă ortodoxă și au ales să ducă o viața grea și primejdioasă de briganzi. Aceste grupuri de bandiți și-au crescut efectivele cu țărani sărăciți, aventurieri sau criminali de drept comun evadați.
Klefții din perioada dominației otomane erau în general oameni care fugeau de răzbunarea, taxele ridicate, represaliile autorităților otomane sau de creditori. Ei atacau călătorii sau așezările izolate și se refugiau în regiunile greu accesibile din munți. Cele mai multe bande de klefți au participat într-o formă sau alta la Războiul de Independență al Greciei. În timpul acestui conflict, klefții și armatoloi au format coloana vertebrală a forțelor armate elene și au jucat un rol de prim rang de-a lungul întregii perioade de lupte. Generalul Ioannis Makriyannis i-a asemuit pe „klephți și armatoloi” cu „drojdia libertății”.

## Cântecele
Cântecele sau baladele kleftice (Κλέφτικο τραγούδι) sunt parte a muzicii populare elene. Ele sunt populare în special în Epir și Peloponez. Compozitorul ceh Antonín Dvořák a scris un ciclu muzical numit „Trei poeme moderne grecești”. Primul dintre ele este „Koljas – cântec kleft” și este povestea lui Koljas, cel care l-a învins pe un vestit lider militar turc, Ali Pașa.

## Gastronomie
Există o specialitate grecească din carne de miel coaptă la foc mic, „kleftiko”, care s-ar putea traduce aproximativ prin „în stil kleft”. Klefții, care nu aveau propriile turme, furau capre sau oi și le găteau în gropi astupate cu pământ pentru ca să nu se vadă fumul.

## Klefți faimoși
- Athanasios Diakos
- Geórgios Karaïskákis
- Markos Botsaris
- Nikitas Stamatelopoulos
- Dimitrios Makris
- Odysseas Androutsos
- Theodoros Kolokotronis
- Antonis Katsantonis